# Стоян Лазаров (Струмица)
Стоян Андонов (Донев, Дончев) Лазаров е български общественик от Македония.

## Биография
Стоян е роден в град Струмица, в семейството на Андон Лазаров, един от първите членове на Вътрешната македоно-одринска революционна организация в този край. Брат му е Мирчо Лазаров.
Стоян живее в Струмица, тогава в Кралството на сърби, хървати и словенци. Членува в Македонската младежка тайна революционна организация. Към 1926 година баща му, който дотогава живее в София, се завръща в Струмица, но е подозиран от властите, че помага на ВМРО и на 24 май е взет от къщата си и е убит вън от града, при село Ангелци.
Сплашен от убийството на баща му, Стоян емигрира в България, където се настанява в столицата София. Активен е сред македонската имиграция. Членува в Струмишкото братство, на което баща му е председател към 1925 година, преди да се завърне в Струмица. На 25 май 1938 година братството избира управително тяло, в което Стоян става секретар, а председател е Славчо Клямбов, деец на ВМОРО, съратник на баща му. Към юни 1941 година Стоян е председател на братството.
Според Коста Църнушанов Стоян става комунист в България и с това „престана да е полезен на българското дело“.